# Reinhold Durnthaler
Reinhold Durnthaler (* 29. November 1942 in Waiern; † 23. Oktober 2017 in Feldkirchen in Kärnten) war ein österreichischer Bobfahrer.

## Karriere
Durnthaler gewann seine erste internationale Medaille 1963, als er bei der Bob-Weltmeisterschaft in Igls mit dem Bobpiloten Erwin Thaler sowie mit Adolf Koxeder und Josef Nairz die Bronzemedaille im Viererbob gewann. 1964 gewannen Thaler, Durnthaler, Koxeder und Nairz bei den Olympischen Spielen 1964 in Innsbruck die Silbermedaille hinter dem Viererbob des Kanadiers Victor Emery, im Zweierbob belegte Durnthaler mit dem Bobpiloten Franz Isser den neunten Platz. 1965 und 1966 waren Thaler und Koxeder Europameister im Zweierbob, 1967 in Igls siegte Erwin Thaler mit Reinhold Durnthaler. Dieses Duo gewann auch bei der Bob-Weltmeisterschaft 1967 in L’Alpe d’Huez den Titel. 1967 gewannen bei der Europameisterschaft in Igls Erwin Thaler, Reinhold Durnthaler, Herbert Gruber und Adolf Koxeder hinter dem rumänischen Vierer die Silbermedaille im Vierbob. Mit Josef Eder für Koxeder gewann der von Thaler gesteuerte Viererbob auch bei den Olympischen Spielen 1968 in Grenoble Silber, hier siegte der Bob des Italieners Eugenio Monti. Im Zweierbob belegten Thaler und Durnthaler 1968 den vierten Platz. Ihre letzte internationale Medaille gewannen Thaler und Durnthaler 1969 in Cervinia, als sie noch einmal als Europameister im Zweierbob seigten.
Durnthaler war promovierter Zahnarzt. 1996 erhielt er das Silberne Ehrenzeichen für Verdienste um die Republik Österreich.